# Аймон (граф Савойи)
Аймон Миролюбивый (итал. Aimone di Pacifico; 15 декабря 1291, Бурк-ан-Брес — 22 июня 1343, Монмельян) — граф Савойский с 1329 по 1343 годы, младший сын графа Амадея V и его жены Сибиллы де Боже.

## Биография
Аймон получил церковное образование, был каноником в соборах Лиона и Парижа, приором Вильмутье. В 1329 году, после смерти своего старшего брата Эдуарда, Аймон унаследовал титул и земли графа Савойского, вследствие чего оставил церковную службу. Вскоре после вступления на престол Аймон создал постоянный верховный суд в Шамбери и утвердил должность канцлера, ставшего главным помощником графа в государственных делах. В первые годы своего правления Аймон враждовал с дофином Вьенским Гигом VIII, но после смерти последнего в 1333 году при осаде савойского замка Перрьер, граф построил добрососедские отношения с его братом и наследником Гумбертом II. Два правителя в 1337 году скрепили альянс, обменявшись территориями.
Аймон поддержал французского короля Филиппа VI в начале Столетней войны с Англией. В 1338 году савойские войска были направлены во Фландрию для оказания помощи французам, а сам Аймон годом позже представлял французскую сторону на мирных переговорах в Эсплечине.

## Семья и дети
Аймон в 1330 году женился на Иоланде Палеологине Монферратской, дочери маркграфа Феодора I Палеолога. У них было пятеро детей:
- Амадей VI Зелёный (1334—1383), граф Савойский, наследовал отцу.
- Бьянка (1335—1387), в 1350 году вышла замуж за правителя Милана Галеаццо II Висконти, мать Джан Галеаццо Висконти, первого герцога Милана.
- Жан (1338—1345), умер в детстве
- Катарина (1341), умерла в детстве
- Луи (ум. 24 декабря 1342)